# C/2013 A1

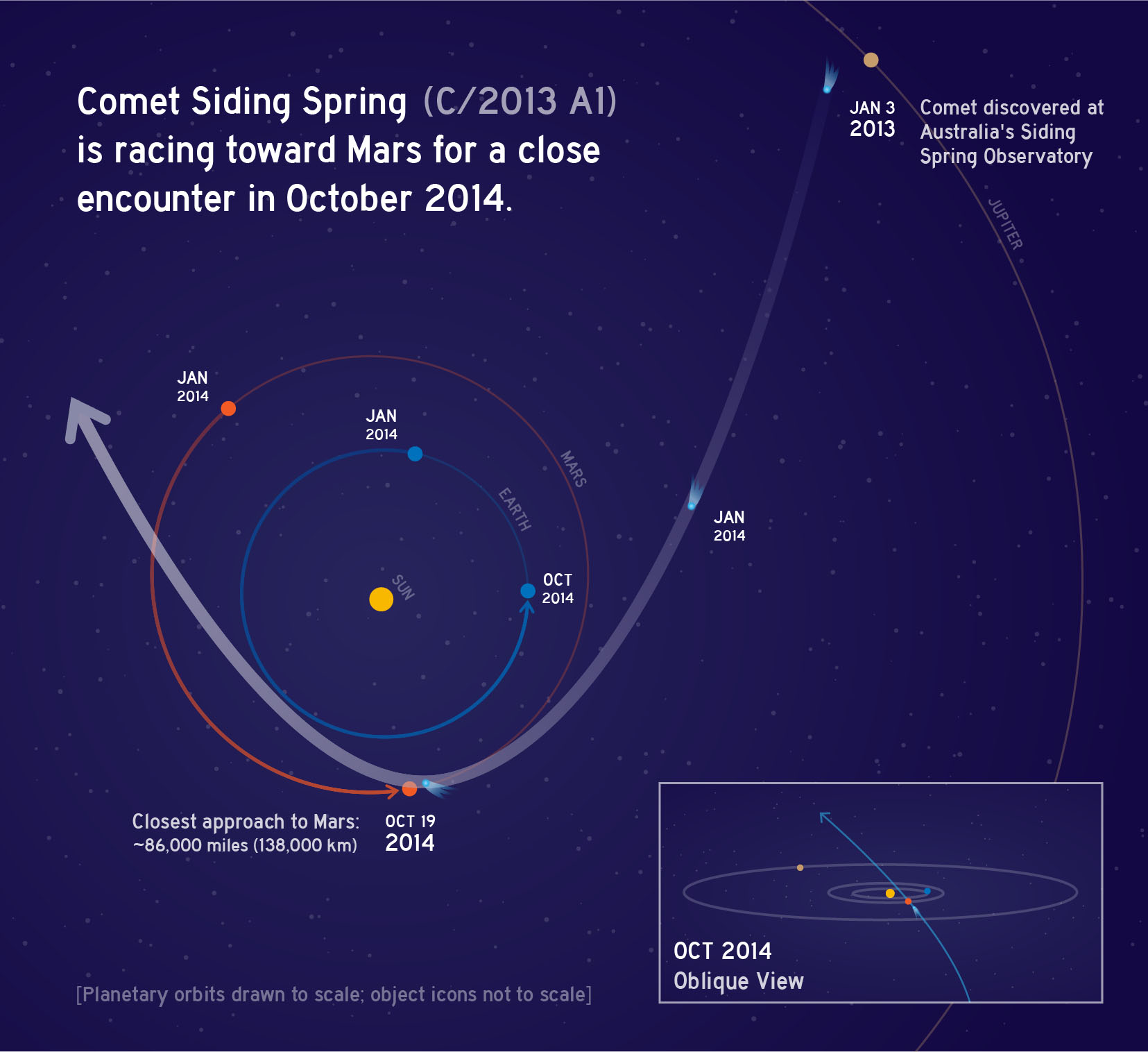
2014년 10월 20일, 혜성은 화성에 매우 가까이 다가간 뒤 스쳐 지나간다.

사이딩 스프링 혜성(영어: C/2013 A1, Comet Siding Spring)은 2013년 1월 3일에 로버트 H. 맥노트가 사이딩 스프링 천문대에서 발견한 비주기 혜성이다. 이 혜성의 최대밝기는 +7.7 등급 가량으로 맨눈으로 볼 수는 없지만, 아마추어 천문가들이 망원경으로 볼 수 있는 수준이다. 혜성의 지름은 최고 500미터 정도이다.
2014년 10월 20일, 이 혜성은 화성으로부터 겨우 86,000마일, 환산 13만 8천 킬로미터 떨어져 있는 지점을 통과한다. 발견 초기 예상에서는 이 혜성이 화성에 충돌할 것으로 추정되었고, 확률은 대략 600분의 1(~0.17%), 위력은 최고 TNT 24경 톤에 달할 것으로 보였다. 그러나 이후 관측 자료가 많아지면서 충돌 확률은 12만 분의 1 이하로 내려가 충돌 가능성은 사실상 없는 것으로 확인되었다.
참고로, 지름 1.4 km 가량의 소행성 (29075) 1950 DA가 2880년 3월 16일 지구에 충돌할 확률은 대략 300분의 1(~0.33%)이다.